# Шехзаде Мехмед
Шехзаде́ Мехме́д (тур. Şehzade Mehmed; нар. 21 лютого 1521 — пом. 6 листопада 1543) — старший син султана Османської імперії Сулеймана I Пишного від його законної дружини Хюррем Султан, санджак бей Маніси з 26 листопада 1540 по 1543 рік.

## Біографія
Шехзаде народився у 1521 році в Стамбулі. Був першим із шістьох дітей і п'ятьох синів Хюррем Султан і Сулеймана.
У 1537 році Мехмед успішно провів ряд військових операцій в задунайських областях. У 1541 році Сулейман несподівано призначив Мехмеда губернатором Маніси, а Мустафа був відправлений батьком в Амасію.

## Смерть
6 листопада 1543, у віці 22-х років, Мехмед несподівано помирає. На думку деяких дослідників, хлопець помер від віспи, а за іншою версією, помер своєю смертю. Спочатку Мехмед був похований в мечеті Беязіт. Пізніше в пам'ять про свого улюбленого сина Сулейман збудував в Стамбулі комплекс під назвою Шехзаде Мехмед джамі (тур. Şehzade Camii, Şehzadebaşı Camii, Şehzade Mehmet Camii). У найкоротші терміни було побудовано тюрбе, куди було перенесено труну з тілом Мехмеда, над якою було встановлено трон. Комплекс був побудований знаменитим архітектором Сінаном в 1543-1548 роках. Поряд з могилою Мехмеда похований його рідний брат Джихангір, а також дочка шехзаде — Хюмашах Султан.

## Сім'я
Дочка:
- Хюмашах Султан

## Кіно
- Телесеріал «Хюррем Султан», в ролі Мехмеда — Сезгі Менгі (2003, Туреччина).
- Телесеріал «Величне століття. Роксолана», в ролі Мехмеда — Гюрбей Ілері, Арда Анарат та Беркеджан Аккая (2011–2013, Туреччина).